# Cratere Foros
Foros  è un cratere sulla superficie di Marte.